# Pobé-Mengao (Burkina Faso)
Pour les articles homonymes, voir Pobé-Mengao.
Pobé-Mengao est un village du département et la commune rurale de Pobé-Mengao, dont il est le chef-lieu, situé dans la province du Soum et la région du Sahel au Burkina Faso.

## Géographie

### Climat
Pobé-Mengao est doté d'un climat de steppe sec et chaud, de type BSh selon la classification de Köppen, avec des moyennes annuelles de 28,3 °C pour la température et de 470 mm pour les précipitations.